# Giải thưởng Hồ Chí Minh
Giải thưởng Hồ Chí Minh là giải thưởng của Nhà nước Cộng hòa xã hội chủ nghĩa Việt Nam tặng những công trình nghiên cứu khoa học, kỹ thuật, những công trình giáo dục và văn học, nghệ thuật đặc biệt xuất sắc, có giá trị rất cao về khoa học, văn học, nghệ thuật, về nội dung tư tưởng, có tác dụng lớn phục vụ sự nghiệp cách mạng, có ảnh hưởng rộng lớn và lâu dài trong đời sống nhân dân, góp phần quan trọng vào sự nghiệp phát triển nền kinh tế quốc dân, khoa học, kỹ thuật, văn học, nghệ thuật. Đây được xem là giải thưởng danh giá nhất hiện nay tại Việt Nam.
Giải thưởng Hồ Chí Minh được xét và công bố 5 năm/lần vào dịp Quốc khánh 2/9.

## Các đợt trao giải
Cho đến nay đã có sáu đợt trao giải thưởng Hồ Chí Minh.

### Đợt 1 vào năm 1996
Chủ tịch nước Lê Đức Anh đã ký Quyết định số 991 KT/CTN ngày 10 tháng 9 năm 1996 trao giải đợt 1 cho 33 công trình, cụm công trình khoa học công nghệ và 44 cụm tác phẩm thuộc lĩnh vực văn học-nghệ thuật.

### Đợt 2 vào năm 2000
Chủ tịch nước Trần Đức Lương đã ký Quyết định số 392 KT/CTN ngày 1 tháng 9 năm 2000 trao giải đợt 2 cho 21 công trình, cụm công trình khoa học công nghệ và 40 cụm tác phẩm thuộc lĩnh vực văn học-nghệ thuật.

### Đợt 3 vào năm 2005
Chủ tịch nước Trần Đức Lương đã ký Quyết định số 971/2005/QĐ-CTN ngày 30 tháng 8 năm 2005 trao giải đợt 3 cho 12 công trình, cụm công trình khoa học công nghệ. Trong đợt này không xét giải thưởng về Văn học nghệ thuật.
Mãi đến ngày 13 tháng 2 năm 2007, Chủ tịch nước Nguyễn Minh Triết mới ký Quyết định số 179/2007/QĐ-CTN trao giải đợt 3 cho 5 công trình, cụm công trình văn học nghệ thuật.

### Đợt 4 vào năm 2012
Ngày 20 tháng 1 năm 2012, Chủ tịch nước Trương Tấn Sang đã ký Quyết định về việc tặng Giải thưởng cho 32 công trình, cụm công trình thuộc 5 lĩnh vực khoa học xã hội và nhân văn, Khoa học tự nhiên, Khoa học kỹ thuật, Khoa học nông nghiệp và Khoa học Y-dược. Trong đó có 12 công trình, cụm công trình được tặng Giải thưởng Hồ Chí Minh và 20 công trình, cụm công trình được tặng Giải thưởng Nhà nước.
Ngày 27 tháng 4 năm 2012, Chủ tịch nước đã ký Quyết định số 534 tặng Giải thưởng Hồ Chí Minh cho 12 tác phẩm, cụm tác phẩm, công trình, cụm công trình về văn học, nghệ thuật; và Quyết định số 535 tặng Giải thưởng Nhà nước cho 128 tác phẩm, cụm tác phẩm, công trình, cụm công trình về văn học, nghệ thuật.

### Đợt 5 vào năm 2017
Ngày 22 tháng 2 năm 2017, Chủ tịch nước Trần Đại Quang đã ký Quyết định về việc tặng Giải thưởng Hồ Chí Minh cho 9 công trình, cụm công trình khoa học công nghệ và hơn 40 cụm tác phẩm thuộc lĩnh vực văn học nghệ thuật.

### Đợt 6 vào năm 2022
Ngày 1 tháng 12 năm 2022, Chủ tịch nước Nguyễn Xuân Phúc đã ký Quyết định về việc tặng Giải thưởng Hồ Chí Minh cho 29 công trình, cụm công trình khoa học công nghệ và hơn 60 cụm tác phẩm thuộc lĩnh vực văn học nghệ thuật.